# Samphire Hoe

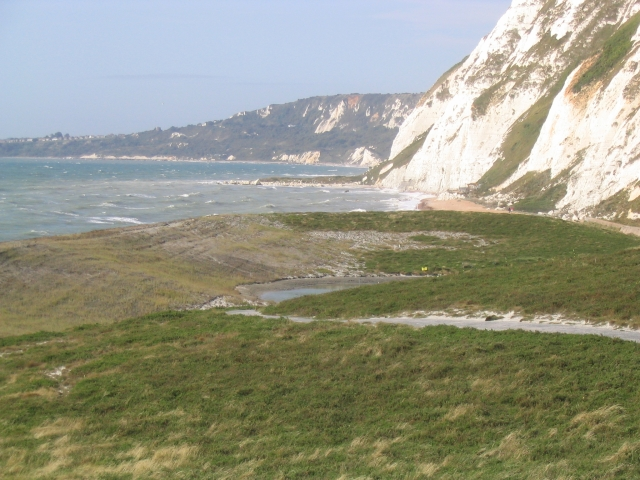
Samphire Hoe

Samphire Hoe ist ein 30 Hektar großer Naturpark an der Küste von Kent, England, zwischen Folkestone und Dover. Das Gelände entstand aus 4,9 Millionen Kubikmetern Kreidemergel, die beim Bau des Channel Tunnels ausgehoben wurden. Das Areal gehört Getlink (ehemals Groupe Eurotunnel), einer Tochtergesellschaft des Eurotunnels, und wird in Partnerschaft mit der White Cliffs Countryside Partnership verwaltet.

## Geschichte
Die Fläche unterhalb der berühmten Kreidefelsen von Dover war historisch von verschiedenen industriellen Aktivitäten geprägt. Bereits 1843 wurden Teile der Klippen gesprengt, um Platz für die Eisenbahnlinie zwischen Dover und Folkestone zu schaffen. Spätere Versuche, einen Tunnel unter dem Ärmelkanal zu bauen, scheiterten. Erst in den 1980er-Jahren wurde das Gebiet als geeignet für die Ablagerung des Aushubs des Channel Tunnels identifiziert. Nach Abschluss der Bauarbeiten wurde das Gelände renaturiert und 1997 als öffentlicher Park eröffnet.
Samphire Hoe wurde bisher (Stand 2024) fünfzehnmal mit dem Green Flag Award ausgezeichnet.

## Name
Der Name „Samphire Hoe“ wurde 1994 durch einen öffentlichen Wettbewerb festgelegt. „Samphire“ bezieht sich auf die Felsen-Meerfenchel-Pflanze, die an den Klippen wächst, während „Hoe“ ein altenglischer Begriff für ein Landstück ist, das ins Meer hinausragt.

## Ökologie und Biodiversität
Samphire Hoe ist ein bedeutendes Refugium für Flora und Fauna. Der Park beherbergt über 200 Pflanzenarten, darunter seltene Arten wie die Spinnen-Ragwurz. Auch Vögel wie Wanderfalke, Steinschmätzer und Uferschwalbe sind hier heimisch. Reptilien wie Eidechsen und Kreuzottern können ebenfalls beobachtet werden.

## Besuch und Einrichtungen

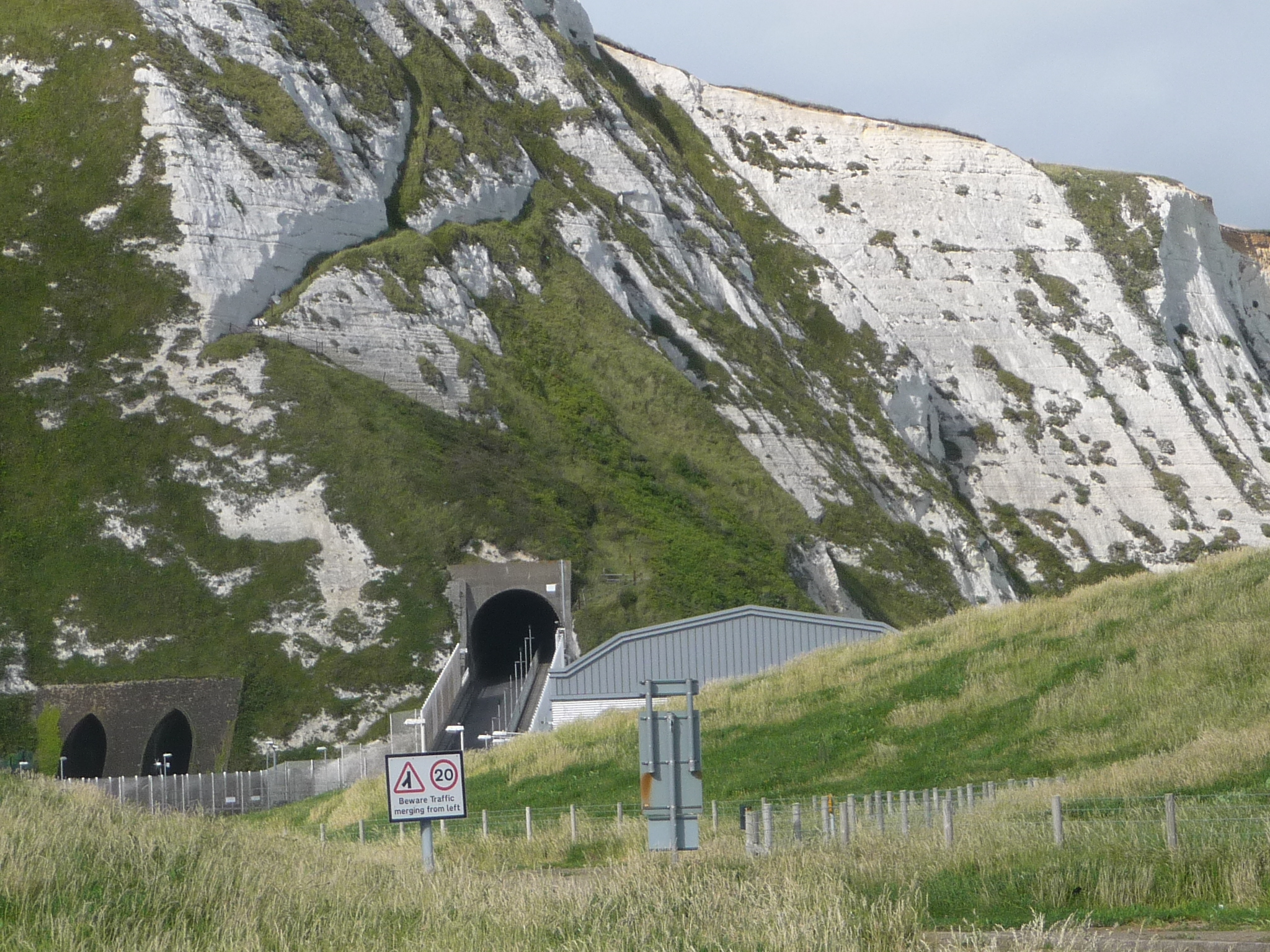
Einfahrt zum Park

Der Park ist täglich von 7.00 Uhr bis zur Abenddämmerung geöffnet; der letzte Einlass erfolgt um 19.00 Uhr. Der Zugang erfolgt über einen einspurigen Tunnel, der durch Ampeln geregelt ist. Vor Ort gibt es:
- kostenpflichtige Parkplätze
- barrierefreie Toiletten
- einen Teekiosk
- ein Bildungszentrum

Ein rund 2 km langer Rundweg mit befestigten Wegen erlaubt Spaziergänge entlang der Küste.

## Aktivitäten
Samphire Hoe bietet vielfältige Freizeitmöglichkeiten:
- Wandern und Radfahren: Der Park ist Teil des North Downs Way sowie der National Cycle Route 2.
- Angeln: Angelerlaubnisse sind vor Ort erhältlich.
- Bildungsprogramme: Für Schulklassen und Gruppen werden naturpädagogische Aktivitäten angeboten.
- Naturbeobachtung: Die reiche Biodiversität lädt zur Beobachtung und Fotografie ein.

## Bedeutung
Samphire Hoe gilt als herausragendes Beispiel für nachhaltige Landschaftsgestaltung. Aus einem industriellen Nebenprodukt entstand ein wertvoller Naturraum, der sowohl dem Umweltschutz dient als auch der Öffentlichkeit zur Erholung offensteht.